# Эццелино III да Романо
Эццелино III да Романо (итал. Ezzelino da Romano) (25 апреля 1194, Онара близ Падуи — 1 октября 1259, Сончино близ Кремоны) — политический деятель средневековой Италии, военачальник, синьор Вероны, Падуи и Виченцы, один из лидеров гибеллинов.

## Биография
Эццелино да Романо — знаменитый полководец и владетельный князь Северной Италии XIII века, самый ранний представитель подготовлявшегося на полуострове принципата. Род его вел своё происхождение от немецкого рыцаря, в 1036 году прибывшего в Италию с императором Конрадом II. Последний пожаловал ему замок Романо на горе близ Падуи, с землями около него. От этого замка род Эццелино получил своё родовое имя.
Его отец Эццелино II да Романо владел землями в Тревизской марке и округе Падуи, в том числе и замком Романо возле Виченцы, однако под конец жизни ушёл в монастырь, за что получил прозвище Ezzelino il Monaco.
В 1226 году Эццелино III становится подестой Вероны, однако через 4 года был вынужден бежать из города. Принял участие в борьбе гибеллинов и гвельфов на стороне императора Фридриха II Штауфена, являясь верным и твёрдым его сподвижником и наместником его во время отсутствия, соратником и советником в совместной борьбе против гвельфов Ломбардии и в деле политического подчинения Италии. Нанесёнными им ударами была заметно расшатана лига ломбардских городов. По инициативе Эццелино были установлены верховные права императора над многими городами и местностями Северной Италии. Воинскими успехами да Романо подготовлена была решительная победа Фридриха над гвельфами при Кортенуове в 1237 году. Благодарный император выдал за Эццелино в 1238 году свою побочную дочь Сельваджу. Вместе с Энцио да Романо продолжал с успехом бороться против городов, стоявших на стороне папы (1239—1245 годы). В 1247 году он осадил Парму, но потерпел серьёзное поражение в 1248 году при Виттории. После смерти Фридриха II в 1250 году Эццелино оставался главой имперской партии в Италии. Конрад IV утвердил его в звании главного викария императорского престола. Однако его преемник Манфред выбрал главнокомандующим имперскими военными силами в Ломбардии маркиза Паллавичино.
Помимо поддержки императора Эццелино постоянно работал над созданием сильного и сплоченного территориального княжества, где он мог бы иметь неограниченную власть. Он сумел завладеть и удерживать огромную территорию, включающую Верону, Бассано, Беллуно, Тренто, Тревизо, Эсте, Фельтре и Падую. Его владения, в конце концов, простирались от границ Милана до Адриатики и от Альп до Феррары. Поддерживая партию гибеллинов, Эццелино да Романо сурово расправлялся с жителями гвельфских городов. За многочисленные преступления был в 1254 году отлучён от церкви, а в 1256 году против него был организован крестовый поход. В 1256 году он чуть не захватил Мантую и, вмешавшись во внутренние распри, попытался завоевать Милан. В сражении при Кассано-д’Адда 27 сентября 1259 года был разбит и захвачен своими противниками. В плену отказался от пищи, сорвал перевязки, наложенные на его раны, и, таким образом, покончил с собой, отказавшись признать власть папы. «Царство» Эццелино после его смерти распалось на части, причем Верона, Бассано и Виченца возвратили себе городскую вольность. Его брат Альберико был схвачен милицией Вероны, Виченцы, Падуи и Мантуи, подвергнут пытке и замучен вместе со всей семьей.

## Образ правления
Известный исследователь культуры Ренессанса Якоб Буркхардт даёт следующее описание Эццелино: «Все предыдущие завоевания и захваты велись в средние века либо за действительное или мнимое наследство и иные права, или же против иноверцев или отлученных от церкви. Здесь же впервые предпринимается попытка основать государство посредством массовых убийств и бесчисленных мерзостей, т. е. с использованием любых средств для достижения цели. Никто и нигде впоследствии не сумел превзойти Эццелино в чудовищности совершенных преступлений (даже и Чезаре Борджа), однако пример был дан и свержение Эццелино не стало для народов восстановлением справедливости и предостережением будущим злодеям».
В правление Эццелино отмечены многочисленные примеры жестокого обращения с противниками. Например, когда он взял Приолу, у всех жителей, без различия пола и возраста, были выколоты глаза, отрезаны носы и отрублены ноги, и затем они были выброшены на произвол судьбы. Другой раз да Романо запер в замке и уморил голодом целую соперничавшую с ним княжескую семью. В одной Падуе он устроил восемь тюрем, в каждой из которых могло быть посажено по несколько сот человек. Помимо ужасающих пыток, которые там практиковались, смрадные помещения уже сами по себе причиняли заключенным невыносимые муки. Как бы усердно ни работали палачи Эццелино для очищения этих тюрем, они всегда переполнялись новыми жертвами его жестокости.
Согласно рассказу хрониста-францисканца Салимбене Пармского, сравнивавшего Эццелино с римскими императорами Нероном, Домицианом, Децием и Диоклетианом, в 1256 году в Вероне он одновременно сжёг одиннадцать тысяч пленных падуанцев, запертых в одном большом доме, и устроил вокруг ужасного пожарища рыцарский турнир. Некоторые историки даже считают да Романо одержимым помешательством человеконенавистничества и кровавой манией убийств.

## Образ в литературе
Народное творчество начало работать над образом Эццелино тотчас же после исчезновения его с исторической сцены, слагая из него героя именно демонических сказаний (см. «Cento novelle antiche», изд. 1525 года, № 31, 84). О нём появилась целая литература, начиная с летописных рассказов очевидцев и современников (см. Scardeonius, «De urbis Patav. antiquis» в «Thesaurus Grawii», VI, III, стр. 259). Талантливый полководец и грозный деспот, Эццелино да Романо привлекал внимание многих писателей и художников, отразивших его образ в своих произведениях. История его возвышения и падения изложена в трагедии Альбертино Муссато «Эцеринида» (1315), по сюжету которой Эццелино оказывается сыном дьявола. Данте в своей «Божественной комедии» называет его среди обитателей ада.
В XIX веке в европейской литературе в связи с объединением Италии возрос интерес к историческим предшественникам и провозвестникам державного единства итальянских земель, в том числе — к личности и деятельности Эццелино да Романо. Он является одним из главных персонажей новеллы «Женитьба монаха» классика швейцарской немецкоязычной литературы Конрада Фердинанда Мейера (1825—1898). В новелле представлена многозначная трактовка образа Эццелино. Прежде всего, он выступает как олицетворение, символическая персонификация Рока, Судьбы, Фатума, трагизма как неизбежного атрибута человеческого существования. Он отстранённо-безразличен и равнодушен к житейским треволнениям, людскому горю, трагедиям и страданиям, включая и те, вольным или невольным виновником которых является он сам. Вместе с тем, Эццелино показан и как реальный политик — масштабный, прагматичный, циничный и жестокий. Но действие новеллы соотнесено с тем временем, когда жестокость ещё не превратилась у падуанского тирана в патологическую страсть (это случится позднее), а является лишь следствием остроты и ожесточённости противоречий политической борьбы в Италии, ставшей полем противоборства императора и папы, ареной непримиримой вражды партий гвельфов и гибеллинов. Отчасти жестокость Эццелино выступает и как неизбежная реакция правителя на порочность человеческой натуры, проявляющейся, в том числе, и у его подданных. Характеристика собственно личностных качеств этого персонажа выдержана в новелле, скорее, в позитивных тонах; автор устами рассказчика-Данте подчёркивает, что Эццелино — «серьёзный и по природе своей благородный человек», стремящийся избегать жестокости и кровопролития там, где нет угрозы государственным интересам, и где конфликты имеют житейский характер. Он, напротив, всемерно стремится к мирному разрешению этих конфликтов, а трагическая гибель главных героев новеллы происходит не вследствие, а вопреки желаниям и действиям Эццелино, с сожалением констатирующего: «Я бессилен против судьбы».
Эццерино да Романо упомянут в книге Оскара Уайльда «Портрет Дориана Грея» среди «тех, кого Пресыщенность, Порок и Кровожадность превратили в чудовищ или безумцев» : 

«Эзерин, чью меланхолию рассеивало только зрелище смерти, он был одержим страстью к крови, как другие одержимы страстью к красному вину; по преданию, он был сыном дьявола и обманул своего отца, играя с ним в кости на собственную душу.»— Оскар Уайлд. Портрет Дориана Грея 

## Культурные аллюзии
- Сюжет новеллы К. Ф. Мейера «Женитьба монаха» стал основой либретто нескольких одноименных опер, наибольшую известность из которых получила опера немецкого композитора Августа Клугхардта (1885); соответственно, образ Эццелино да Романо нашёл отражение не только в литературе, но и в музыкальном искусстве.
- Эццелино посвящена песня исполнительницы Канцлер Ги с одноименным названием.